# Birinşi Lïga 2018
La Birinşi Lïga 2018 è stata la 24ª edizione della seconda serie del campionato kazako di calcio. La stagione è iniziata il 1º aprile 2018 ed è terminata il 20 novembre 2018. 

## Stagione

### Novità
Al termine della stagione 2017 non ci sono state retrocessioni in Ekinşi Lïga. Sono retrocesse dalla Qazaqstan Prem'er Ligasy il Taraz e l'Oqjetpes. Dalla Ekinşi Lïga è salito l'Altaı. Il numero delle squadre è salito da nove a dodici, con l'ammissione di Aqtóbe-Jas e Jetisw B.

### Formula
Le 12 squadre partecipanti si affrontano tre volte, per un totale di 33 giornate.

Le prime due classificate vengono promosse alla Qazaqstan Prem'er Ligasy 2019.
La terza classificata gioca lo spareggio con la terzultima classificata della Qazaqstan Prem'er Ligasy.

## Classifica
|  | Pos. | Squadra          | Pt | G  | V  | N  | P  | GF | GS | DR  |
|  | ---- | ---------------- | -- | -- | -- | -- | -- | -- | -- | --- |
|  | 1.   | Oqjetpes         | 74 | 33 | 23 | 5  | 5  | 61 | 27 | +34 |
|  | 2.   | Taraz            | 67 | 33 | 19 | 10 | 4  | 61 | 27 | +34 |
|  | 3.   | Qyran            | 65 | 33 | 20 | 5  | 8  | 61 | 38 | +23 |
|  | 4.   | Altaı            | 62 | 33 | 18 | 8  | 7  | 56 | 28 | +28 |
|  | 5.   | Jetisý B         | 57 | 33 | 18 | 3  | 12 | 45 | 26 | +19 |
|  | 6.   | Ekibastuz        | 48 | 33 | 13 | 9  | 11 | 42 | 35 | +7  |
|  | 7.   | Maqtaaral        | 48 | 33 | 14 | 6  | 13 | 41 | 41 | 0   |
|  | 8.   | Qairat Akademija | 44 | 33 | 12 | 8  | 13 | 50 | 51 | -1  |
|  | 9.   | Baıqońyr         | 38 | 33 | 10 | 8  | 15 | 36 | 47 | -11 |
|  | 10.  | Shahter-Bolat    | 21 | 33 | 6  | 3  | 24 | 28 | 65 | -37 |
|  | 11.  | Kaspıı           | 16 | 33 | 3  | 7  | 23 | 25 | 65 | -40 |
|  | 12.  | Aqtóbe-Jas       | 15 | 33 | 3  | 6  | 24 | 18 | 74 | -56 |

Legenda:
      Promossa in Qazaqstan Prem'er Ligasy 2019
 Ammessa allo spareggio promozione-retrocessione
Note:
Tre punti a vittoria, uno a pareggio, zero a sconfitta.

## Spareggio promozione/retrocessione
| Squadra 1                           | Totale | Squadra 2 | Andata | Ritorno |
| ----------------------------------- | ------ | --------- | ------ | ------- |
| 16 novembre 2018 / 20 novembre 2018 |        |           |        |         |
| Qyran                               | 1 - 5  | Ertis     | 0 - 3  | 1 - 2   |